# Britta Persson
Britta Persson (Vattholma, 1981) è una cantante svedese.

## Biografia
Britta Persson ha avviato la sua carriera musicale nel 2004, pubblicando e vendendo album di demo online. Nello stesso anno ha incontrato il produttore Kristofer Åström, con il quale ha realizzato dapprima l'EP Found at Home nel 2005, e poi, l'anno successivo, il suo album di debutto Top Quality Bones and a Little Terrorist. Il disco ha debuttato alla 53ª posizione della classifica svedese ed è stato promosso attraverso una tournée nazionale. Ha inoltre fruttato alla cantante due candidature ai Manifestgalan nelle categorie riguardanti il cantautore dell'anno e il miglior artista esordiente.
Nel 2008 la cantante ha raggiunto il 27º posto della classifica svedese degli album con il suo secondo disco Kill Hollywood Me, mentre nel 2010 si è fermata alla 31ª posizione con Current Affair Medium Rare. Il suo quarto album, If I Was a Band My Name Would Be Forevers, le ha regalato il suo piazzamento migliore nella Sverigetopplistan al 22º posto nel 2013.
Nel 2019 la cantante ha pubblicato l'album di musica per bambini Folk - dikt och toner om personer, la sua prima opera in lingua svedese. L'anno successivo ha realizzato insieme a Petter Sebastian la colonna sonora per la serie Dejta, prodotta da SVT.

## Discografia

### Album
- 2006 – Top Quality Bones and a Little Terrorist
- 2008 – Kill Hollywood Me
- 2010 – Current Affair Medium Rare
- 2013 – If I Was a Band My Name Would Be Forevers
- 2019 – Folk - dikt och toner om personer

### Colonne sonore
- 2020 – Dejta (con Petter Sebastian)

### EP
- 2005 – Found at Home

### Singoli
- 2007 – Hajar'u de då Jack?
- 2007 – Cliffhanger
- 2008 – Big in Japan
- 2013 – Baby No Name
- 2013 – Grunge Girls
- 2013 – Time Is Your Horse
- 2013 – Summer of Tick Bugs
- 2019 – Kroppens psalm
- 2019 – Dagbok i december